# EXO-CD24
EXO-CD24 ist ein experimentelles Inhalationsmedikament für die Behandlung der schweren Atemwegserkrankung COVID-19, das vom israelischen Krebsspezialisten Nadir Arber  gemeinsam mit dem Sourasky-Medizinzentrum in Tel Aviv entwickelt wurde. In der Entwicklung gegen COVID-19 befindet sich EXO-CD24 seit September 2020, wobei das Protein bereits seit zwei Jahrzehnten erforscht wird.

## Wirkungsweise
Die Hauptursache für die klinische Verschlechterung, die zum Tod führt, ist der Zytokinsturm in der Lunge. Das Signal Transducer CD24 ist ein kleines stark glykosyliertes GPI-verankertes Protein, das sich an der Oberfläche der Zelle befindet und für seine wichtige Rolle bei der Regulierung des Immunsystems bekannt ist. CD24 spielt eine Schlüsselrolle bei der überwiegenden Mehrheit der Krebserkrankungen beim Menschen und spielt auch eine wichtige Rolle bei der Kontrolle der homöostatischen Proliferation von T-Zellen. Daher kann CD24 Entzündungen günstig regulieren. Das Therapeutikum basiert auf CD24-tragenden Exosomen (Vesikeln), die CD24 überexprimieren. Diese werden isoliert und aus T-REx™-293-Zellen gereinigt. Sie sind so konstruiert, dass sie CD24 in hohen Konzentrationen exprimieren, den Zytokinsturm unterdrücken können und die Exosomen als sehr körperkompatibles Transportvehikel direkt an das Zielorgan abgegeben werden. Es wird als Inhalationsmedikament direkt in die Lunge verabreicht. Dies ermöglicht eine starke Reduzierung der erforderlichen Dosis (im Gegensatz zur systemischen Verabreichung) und verringert das Risiko für unerwünschte Wirkungen. Das Medikament wird einmal täglich einige Minuten lang über fünf Tage inhaliert.

## Phase-1-Studie
Das Medikament hat im August 2021 in klinischen Studien erfolgreich Phase II durchlaufen. An der Phase-I-Studie nahmen 30 schwer an COVID-19 erkrankte Patienten im Alter von 18–85 Jahren teil. Die Ergebnisse seien vielversprechend, da bei 29 von ihnen sich das Befinden innerhalb von zwei bis drei Tagen verbesserte, worauf sie nach drei bis fünf Tagen wieder nach Hause entlassen werden konnten. Bei einem Erkrankten habe es etwas länger gedauert. Hingegen gab es auch Stimmen zu Dämpfung verfrühter Hoffnung, da die Datenlage zum damaligen Stand (Februar 2021) noch dünn sei.